# Campeonato de Zúrich
El Campeonato de Zúrich o G. P. de Zúrich (oficialmente, Züri Metzgete) fue una clásica ciclista disputada en Zúrich (Suiza) y sus alrededores.
Su primera edición fue en 1914 y se celebró cada año ininterrumpidamente (salvo en 1915 y 1916, por la Primera Guerra Mundial y 2007) hasta 2014, año de la última edición. En 1993 se modificó completamente su recorrido al cambiar de organizador y pasó a llamarse Gran Premio de Suiza hasta 1999 cuando volvió de nuevo a disputarse en Zúrich y recobró su antiguo nombre. El motivo de su desaparición fue la imposibilidad de reunir unos patrocinadores que hicieran viable la continuidad de la carrera. Empezó a formar parte de la Copa del Mundo de ciclismo en 1989, hasta la desaparición de esta en 2004, celebrándose en el mes de agosto. Desde el 2005 estuvo incluida en el nuevo UCI ProTour, disputándose a principios del mes de octubre. El 7 de septiembre de 2008 se celebró de nuevo, aunque como carrera amateur ganada por el alemán Nico Keinath. disputándose desde ese año solo como amateur.
El ciclista que ostenta el mayor número de victorias es el suizo Henri Suter, con seis triunfos, entre los años 1919 y 1929.

## Palmarés
| Año                                                                  | Ganador               | Segundo                    | Tercero                |           |
| -------------------------------------------------------------------- | --------------------- | -------------------------- | ---------------------- | --------- |
| 1914                                                                 | Henri Rheinwald       | Otto Wiedmer               | Robert Chopard         |           |
| 1915-1916 ediciones no realizadas debido a la Primera Guerra Mundial |                       |                            |                        |           |
| 1915                                                                 | cancelada             | cancelada                  | cancelada              | cancelada |
| 1916                                                                 | cancelada             | cancelada                  | cancelada              | cancelada |
| 1917                                                                 | Charles Martinet      | Joseph Zorloni             | Pasquale Valentini     |           |
| 1918                                                                 | Anton Sieger          | Jakob Sieger               | Heinrich Wegmann       |           |
| 1919                                                                 | Heiri Suter           | Emil Strasser              | Hans Lienhard          |           |
| 1920                                                                 | Heiri Suter           | Joseph Zorloni             | Francois Francescone   |           |
| 1921                                                                 | Riccardo Maffeo       | Aldo Bani                  | Alfred Dätwiler        |           |
| 1922                                                                 | Heiri Suter           | Hermann Gehrig             | Louis Krauss           |           |
| 1923                                                                 | Adolf Huschke         | Heiri Suter                | Kastor Notter          |           |
| 1924                                                                 | Heiri Suter           | Kastor Notter              | Max Suter              |           |
| 1925                                                                 | Hans Kaspar           | Henri Reymond              | Marcel Perrière        |           |
| 1926                                                                 | Albert Blattmann      | Otto Lehner                | Oskar Tietz            |           |
| 1927                                                                 | Kastor Notter         | Oskar Tietz                | Felix Manthey          |           |
| 1928                                                                 | Heiri Suter           | Albert Meyer               | Henri Reymond          |           |
| 1929                                                                 | Heiri Suter           | Ludwig Geyer               | Jozef Zind             |           |
| 1930                                                                 | Omer Taverne          | Désiré Louesse             | Max Bulla              |           |
| 1931                                                                 | Max Bulla             | Karl Altenburger           | Albert Büchi           |           |
| 1932                                                                 | August Erne           | Alfred Bula                | Karl Altenburger       |           |
| 1933                                                                 | Walter Blattmann      | Alfred Bula                | Willy Kutschbach       |           |
| 1934                                                                 | Paul Egli             | August Erne                | Alfred Bula            |           |
| 1935                                                                 | Paul Egli             | Leo Amberg                 | Walter Blattmann       |           |
| 1936                                                                 | Werner Buchwalder     | Jean Wauters               | August Erne            |           |
| 1937                                                                 | Leo Amberg            | Edgar Buchwalder           | Werner Buchwalder      |           |
| 1938                                                                 | Hans Martin           | Walter Blattmann           | Paul Egli              |           |
| 1939                                                                 | Karl Litschi          | Werner Buchwalder          | Walter Gross           |           |
| 1940                                                                 | Robert Zimmermann     | Walter Diggelmann          | Rudolf Breitenmoser    |           |
| 1941                                                                 | Walter Diggelmann     | Hans Maag                  | Paul Egli              |           |
| 1942                                                                 | Paul Egli             | Walter Diggelmann          | Hans Knecht            |           |
| 1943                                                                 | Ferdinand Kübler      | Kurt Zaugg                 | Walter Diggelmann      |           |
| 1944                                                                 | Ernst Näf             | Ernst Kuhn                 | Hans Knecht            |           |
| 1945                                                                 | Leo Weilenmann        | Hans Maag                  | Ernst Näf              |           |
| 1946                                                                 | Gino Bartali          | Fausto Coppi               | Hans Bolliger          |           |
| 1947                                                                 | Charles Guyot         | Renzo Zanazzi              | Ferdinand Kübler       |           |
| 1948                                                                 | Gino Bartali          | Ernst Stettler             | Hans Schütz            |           |
| 1949                                                                 | Fritz Schär           | Camille Danguillaume       | Gottfried Weilenmann   |           |
| 1950                                                                 | Fritz Schär           | Ferdinand Kübler           | Désiré Keteleer        |           |
| 1951                                                                 | Jean Brun             | Fritz Schär                | Hans Sommer            |           |
| 1952                                                                 | Hugo Koblet           | Carlo Clerici              | Fritz Schär            |           |
| 1953                                                                 | Eugen Kamber          | Armando Para               | Carlo Clerici          |           |
| 1954                                                                 | Hugo Koblet           | Eugen Kamber               | Jean Brun              |           |
| 1955                                                                 | Max Schellenberg      | Carlo Lafranchi            | Roland Callebout       |           |
| 1956                                                                 | Carlo Clerici         | Giuseppe Cainero           | Heinz Graf             |           |
| 1957                                                                 | Hans Jünkermann       | Riccardo Filippi           | Ludo van der Elst      |           |
| 1958                                                                 | Giuseppe Cainero      | Hans Jünkermann            | Heinz Graf             |           |
| 1959                                                                 | Angelo Conterno       | Heinz Graf                 | Otto Altweck           |           |
| 1960                                                                 | Alfred Rüegg          | Alcide Vaucher             | Arrigo Padovan         |           |
| 1961                                                                 | Rolf Maurer           | Heinz Graf                 | André Noyelle          |           |
| 1962                                                                 | Jan Janssen           | Marcel Ongenae             | Raf Gijsel             |           |
| 1963                                                                 | Franco Balmamion      | Angelo Conterno            | Vendramino Bariviera   |           |
| 1964                                                                 | Guido Reybrouck       | Gastone Nencini            | Robert Hintermüller    |           |
| 1965                                                                 | Franco Bitossi        | Roland Zöffel              | Jan Hugens             |           |
| 1966                                                                 | Italo Zilioli         | Luciano Armani             | Francis Blanc          |           |
| 1967                                                                 | Robert Hagmann        | Paul Zollinger             | Louis Pfenninger       |           |
| 1968                                                                 | Franco Bitossi        | Valère van Sweevelt        | Marino Basso           |           |
| 1969                                                                 | Roger Swerts          | Eddy Beugels               | Roger de Vlaeminck     |           |
| 1970                                                                 | Walter Godefroot      | Frans Mintjens             | Andre Dierickx         |           |
| 1971                                                                 | Herman Van Springel   | Romano Tumellero           | Roland Berland         |           |
| 1972                                                                 | Willy Van Neste       | Victor Van Schil           | André Poppe            |           |
| 1973                                                                 | Andre Dierickx        | Hennie Kuiper              | Lucien De Brauwere     |           |
| 1974                                                                 | Walter Godefroot      | Gustaaf Van Roosbroeck     | Frans Verbeeck         |           |
| 1975                                                                 | Roger de Vlaeminck    | Eddy Merckx                | Francesco Moser        |           |
| 1976                                                                 | Freddy Maertens       | Roger de Vlaeminck         | Walter Godefroot       |           |
| 1977                                                                 | Francesco Moser       | Ronald De Witte            | Walter Godefroot       |           |
| 1978                                                                 | Dietrich Thurau       | Francesco Moser            | Gustaaf Van Roosbroeck |           |
| 1979                                                                 | Giuseppe Saronni      | Francesco Moser            | Marc Demeyer           |           |
| 1980                                                                 | Géry Verlinden        | Jean-Philippe Vandenbrande | Stephan Mutter         |           |
| 1981                                                                 | Beat Breu             | Henry Rinklin              | Daniel Willems         |           |
| 1982                                                                 | Adrie van der Poel    | Hubert Seiz                | Tommy Prim             |           |
| 1983                                                                 | Johan van der Velde   | Gilbert Glaus              | Frits Pirard           |           |
| 1984                                                                 | Phil Anderson         | Hubert Seiz                | Pierino Gavazzi        |           |
| 1985                                                                 | Ludo Peeters          | Mario Beccia               | Steve Bauer            |           |
| 1986                                                                 | Acácio da Silva       | Steve Bauer                | Adrie van der Poel     |           |
| 1987                                                                 | Rolf Gölz             | Raúl Alcalá                | Camillo Passera        |           |
| 1988                                                                 | Steven Rooks          | Rolf Sørensen              | Tony Rominger          |           |
| 1989                                                                 | Steve Bauer           | Acácio da Silva            | Rolf Gölz              |           |
| 1990                                                                 | Charly Mottet         | Greg LeMond                | Claudio Chiappucci     |           |
| 1991                                                                 | Johan Museeuw         | Laurent Jalabert           | Maximilian Sciandri    |           |
| 1992                                                                 | Viacheslav Yekímov    | Lance Armstrong            | Jan Nevens             |           |
| 1993                                                                 | Maurizio Fondriest    | Charly Mottet              | Bruno Cenghialta       |           |
| 1994                                                                 | Gianluca Bortolami    | Johan Museeuw              | Maurizio Fondriest     |           |
| 1995                                                                 | Johan Museeuw         | Gianni Bugno               | Giorgio Furlan         |           |
| 1996                                                                 | Andrea Ferrigato      | Michele Bartoli            | Johan Museeuw          |           |
| 1997                                                                 | Davide Rebellin       | Jan Ullrich                | Rolf Sørensen          |           |
| 1998                                                                 | Michele Bartoli       | Frank Vandenbroucke        | Salvatore Commesso     |           |
| 1999                                                                 | Grzegorz Gwiazdowski  | Sergio Barbero             | Andréi Chmil           |           |
| 2000                                                                 | Laurent Dufaux        | Jan Ullrich                | Francesco Casagrande   |           |
| 2001                                                                 | Paolo Bettini         | Jan Ullrich                | Fernando Escartín      |           |
| 2002                                                                 | Dario Frigo           | Paolo Bettini              | Lance Armstrong        |           |
| 2003                                                                 | Daniele Nardello      | Jan Ullrich                | Paolo Bettini          |           |
| 2004                                                                 | Juan Antonio Flecha   | Paolo Bettini              | Jérôme Pineau          |           |
| 2007 edición no realizada ediciones amateur                          |                       |                            |                        |           |
| 2005                                                                 | Paolo Bettini         | Fränk Schleck              | Lorenzo Bernucci       |           |
| 2006                                                                 | Samuel Sánchez        | Stuart O'Grady             | Davide Rebellin        |           |
| 2007                                                                 | cancelada             | cancelada                  | cancelada              | cancelada |
| 2008                                                                 | Nico Keinath          | Michael Randin             | Matthias Brändle       |           |
| 2009                                                                 | Stefan Trafelet       | Pirmin Lang                | Steve Bovay            |           |
| 2010                                                                 | Pirmin Lang           | Sven Schelling             | Christian Heule        |           |
| 2011                                                                 | Bernhard Oberholzer   | Dominik Fuchs              | Pirmin Lang            |           |
| 2012                                                                 | Sébastien Reichenbach | Jonathan Fumeaux           | Michael Bär            |           |
| 2013                                                                 | Raul Costa Seibeb     | Mirco Saggiorato           | Dominik Fuchs          |           |
| 2014                                                                 | Fabian Lienhard       | Nico Brüngger              | Lukas Spengler         |           |

## Palmarés por países
| País         | Victorias |
| ------------ | --------- |
| Suiza        | 44        |
| Italia       | 20        |
| Bélgica      | 14        |
| Países Bajos | 4         |
| Alemania     | 5         |
| España       | 2         |
| Austria      | 1         |
| Australia    | 1         |
| Portugal     | 1         |
| Canadá       | 1         |
| Francia      | 1         |
| Rusia        | 1         |
| Polonia      | 1         |
| Namibia      | 1         |